# 비전 T
비전 T(영어: Vision T)는 현대자동차의 플러그인 하이브리드 SUV 콘셉트카이다.

## 상세
2019년 11월 20일, 2019 LA 오토쇼에서 최초 공개됐다. 입체적 상상력과 초월적 연결성 2가지 테마로 디자인 되었으며, 무광 그린 외장 컬러를 사용해 미래지향적이면서 친환경적인 모습을 표현했다. 충전구는 차량 우측 후면부에 있으며, 자동 슬라이딩 커버를 열어서 작동한다. 또한, 일체형 히든 시그니처 램프와 파라메트릭 에어 셔터 그릴이 적용되어 차량 조명의 기능 수행 및 역동적인 움직임을 강조했다. 무광택 대형 5 스포크 알로이 휠은 SUV 특유의 역동성을 강조했으며, 타이어까지 연결되는 듯한 통일된 조형감을 구현했다.

## 같이 보기
- 현대자동차
- SUV
- 콘셉트 카